# Баптистелла, Клейтон
Клейтон Баптистелла (итал. Clayton Baptistella; 7 декабря 1983, Озаску, Бразилия) — итальянский и бразильский футболист, игрок в мини-футбол.

## Биография
Баптистелла перебрался из Бразилии в итальянскую «Перуджу» в 2003 году, а в 2005 году выиграл в её составе чемпионат и Суперкубок Италии. Затем он играл за «Наполи» и «Арциньяно Грифо», с последним выиграл Кубок Италии. В сезоне 2009/10 Баптистелла выступал за «Лупаренсе». Он играл с ним в Финале Четырёх Кубка УЕФА по мини-футболу 2009/10, забил там два мяча. После окончания сезона перешёл в «Монтезильвано». С этим клубом он снова принял участие в Кубке УЕФА по мини-футболу, но на этот раз триумфально выиграл его. Вскоре после этого Клейтон перешёл в другой итальянский клуб «Марка Футзал».
Приняв итальянское гражданство, Баптистелла начал выступления за сборную Италии. В её составе он стал бронзовым призёром чемпионата мира 2008 года. Ездил он с ней и на чемпионат Европы 2010 года, где стал вторым бомбардиром команды, забив четыре мяча.

## Достижения
- Бронзовый призёр чемпионата мира по мини-футболу 2008
- Чемпион Италии по мини-футболу 2004/05
- Обладатель Кубка УЕФА по мини-футболу 2010/11
- Обладатель Кубка Италии по мини-футболу 2009
- Обладатель Суперкубка Италии по мини-футболу 2005